# Nicolas Colin (haut fonctionnaire)
Pour les articles homonymes, voir Colin.
Nicolas Colin (né en 1977) est un entrepreneur et essayiste français.

## Biographie

### Enfance et études
Fils d'une enseignante de musique et du compositeur et directeur d'école de musique Jean-Marie Colin, il naît le 11 janvier 1977 à Harfleur puis mène une enfance tranquille au Havre, Palaiseau puis Nantes, où il pratique la basse.
Après être passé par une classe préparatoire à Nantes, il est diplômé de Télécom Bretagne avec une spécialisation en informatique[réf. souhaitée] (promotion 2000), de l'Institut d'études politiques de Paris (promotion 2002), et ancien élève de l'École nationale d'administration (promotion Simone-Veil, 2004-2006), dont il sort dans le corps de l'Inspection des finances.

### Vie professionnelle
En 2006, il fonde avec Cyril Piquemal Émergence(s), un think tank « assez proche de Ségolène Royal » dont Piquemal, président du groupe, est l'assistant parlementaire puis le directeur de cabinet.
Après avoir été rapporteur de la commission Zelnik, il se met en disponibilité de l'administration pour créer coup sur coup deux jeunes entreprises innovantes, Causebuilder, puis 1x1connect. 
En 2012, il coécrit avec Henri Verdier L'Âge de la multitude, ouvrage consacré à l'économie numérique et à l'économie des plateformes,. 
La même année, après son retour à l'Inspection des finances, lui est confié la rédaction d'un rapport sur la fiscalité de l'économie numérique, qu'il rédige avec Pierre Collin ; ce rapport introduit la notion de « travail gratuit » des internautes et propose de l'appréhender à travers une taxe sur le recueil de données personnelles qui soit incitative à la redistribution de ces données.
Courant 2013, il se met à nouveau en disponibilité de la fonction publique et fonde TheFamily avec Oussama Ammar et Alice Zagury.
Il est également administrateur de Radio France de 2017 à 2021, un temps chroniqueur à L'Obs et au Monde, et enseignant à l'Institut d'études politiques de Paris jusqu'en 2015.
Il a été membre du collège de la Commission nationale de l'informatique et des libertés, nommé par Claude Bartolone (Président de l'Assemblée nationale), de 2014 à 2016. 

### Vie privée
Il est l'époux de Laetitia Vitaud, spécialiste du futur du travail[réf. nécessaire], avec laquelle il a co-écrit un livre en 2016, Faut-il avoir peur du numérique ?.

## Ouvrages
- Avec Henri Verdier, L'Âge de la multitude : entreprendre et gouverner après la révolution numérique, Paris, Armand Colin, 2012, 286 p. (ISBN 978-2-200-27783-3)  — réédité en 2015.
- Avec Laetitia Vitaud, Faut-il avoir peur du numérique ? : 25 questions pour vous faire votre opinion, Malakoff, Armand Colin, coll. « Idées claires », 2016, 158 p. (ISBN 978-2-200-61598-7).
- Hedge : A Greater Safety Net for the Entrepreneurial Age, Londres, Family Stories, 2018, 338 p. (ISBN 978-1-7189-1708-8, présentation en ligne)
- Un contrat social pour l'âge entrepreneurial, Paris, Éditions Odile Jacob, 2020, 312 p.  (ISBN 978-2738151070).

## Filmographie
- Le Prix à payer (2014).